# اکلامپسی
اکلامپسی (به انگلیسی: Eclampsia) آغاز حملات تشنج در زنان دارای پره‌اکلامپسی است که پیش‌تر این اختلال چندارگانی ناشی از حاملگی با نشانه‌های افزایش فشار خون و پروتئینوری یا دفع پروتئین در ادرار خود را نشان داده‌است. حملهٔ تشنج می‌تواند پیش، در هنگام یا پس از زایمان رخ دهد. اکلامپسی، تشنج تونیک کلونیک است و در صورت رخداد، جان مادر و نوزاد در خطر جدی قرار دارد. قبل از تشنج ممکن است برخی علائم عصبی مانند سردرد، تهوع، درد اپی گاستر، و کوری کورتیکال (قشر مخ) روی دهد.
گاه در هنگام اکلامپسی، مشکلات دیگری مانند سندرم هلپ، اِدِم ریوی و اُلیگوری نیز روی می‌دهند که شرایط را بدتر می‌سازند.

## درمان
با درمان پری‌اکلامپسی یا مسمومیت حاملگی و کنترل فشار خون و تجویز سولفات منیزیم، ممکن است از اکلامپسی جلوگیری شود و البته در لحظه بروز تشنج برای کنترل تشنج اکلامپسی، سولفات منیزیم (به علت عدم ایجاد دپرسیون CNS در مادر و جنین) بهتر از تجویز دیازپام و فنی توئین است. در صورت بروز اکلامپسی، ختم حاملگی (خواه با سزارین یا سقط) ضرورت دارد.